# Idioma protodené-caucásico
El protodené-caucásico es la protolengua ancestral de la supuesta macrofamilia dené-caucásica, que incluye el vasco, las lenguas caucásicas nororientales, el buruchasquio, las lenguas sino-tibetanas, el yeniseico, la familia lingüística na-dene y posiblemente varias otras familias lingüísticas. La familia de lenguas dene-caucásicas no es reconocida por la lingüística histórica dominante.

## Fonológia

### Consonantes
|                     |                     | Labiales | Alveolares | Alveolares   | Alveopalatales | Postalveolares | Velares | Uvulares | Faríngeas/Epiglotales | Glotales |
| No laterales        | Laterales           | Labiales |            |              | Alveopalatales | Postalveolares | Velares | Uvulares | Faríngeas/Epiglotales | Glotales |
| ------------------- | ------------------- | -------- | ---------- | ------------ | -------------- | -------------- | ------- | -------- | --------------------- | -------- |
| Oclusivas           | Sordas¹             | p /p/    | t /t/      |              |                |                | k /k/   | q /q/    | ʡ /ʡ/                 | ʔ /ʔ/    |
| Oclusivas           | Eyectivas           | ṗ /pʼ/   | ṭ /tʼ/     |              |                |                | ḳ /kʼ/  | q̇ /qʼ/   |                       |          |
| Oclusivas           | Sonoras             | b /b/    | d /d/      |              |                |                | g /ɡ/   | G /ɢ/    |                       |          |
| Africadas           | Sordas¹             |          | c /ts/     | ƛ /tɬ/       | ć /tɕ/         | č /tʃ/         |         |          |                       |          |
| Africadas           | Eyectivas           |          | c̣ /tsʼ/    | ƛ̣ /tɬʼ/      | ć̣ /tɕʼ/        | č̣ /tʃʼ/        |         |          |                       |          |
| Africadas           | Sonoras             |          | ʒ /dz/     | Ł /dɮ/       | ʒ́ /dʑ/         | ǯ /dʒ/         |         |          |                       |          |
| Fricativas          | Sordas              |          | s /s/      | λ /ɬ/        | ś /ɕ/          | š /ʃ/          | x /x/   | χ /χ/    | ħ /ʜ/                 | h /h/    |
| Fricativas          | Sonoras²            |          | z [z]      | L [ɮ]        | ź [ʑ]          | ž [ʒ]          | γ [ɣ]   | ʁ [ʁ]    | ʕ /ʢ/                 | ɦ /ɦ/    |
| Nasales             | Nasales             | m /m/    | n /n/      |              | ń /nʲ/         |                | ŋ /ŋ/   |          |                       |          |
| Vibrantes múltiples | Vibrantes múltiples |          | r /r/      |              | ŕ /rʲ/         |                |         |          |                       |          |
| Aproximantes        | Aproximantes        | w /w/    |            | l /l/, ł /ɫ/ | j /j/          |                |         |          |                       |          |

- En las lenguas caucásicas actuales, todas las oclusivas y africadas excepto /ʡ/ y /ʔ/ son sonoras, apretadas o aspiradas. Debido a que la aspiración no constituye un fonema, las transliteraciones de fonemas de las lenguas dene-caucásicas originales, lenguas caucásicas y lenguas na-dene en este artículo no escriben aspiración.
- Es posible que estos sonidos no sean fonemas independientes, sino que solo aparecen como alófonos de sonidos sordos alrededor de sonidos sonoros.

### Vocales
La reconstrucción de las vocales es aún más incierta. La oposición entre vocales largas y cortas no determina si se pueden formar fonemas, pero jugará un papel decisivo en la evolución de las lenguas posteriores.
|             | Anteriores | Centrales | Posterior |
| ----------- | ---------- | --------- | --------- |
| Cerrada     | i /i/      | ɨ /ɨ/     | u /u/     |
| Media       | e /e/      | ə /ə/     | o /o/     |
| Semiabierta | ä /æ/      |           |           |
| Abierta     | a /a/      | a /a/     | a /a/     |

### estructura de la raíz
La estructura de raíces más básica del protodené-caucásico se construye de la siguiente manera:
- Raíces de sustantivos y verbos
  - */C 1 VC 2 V/
  - */C 1 VC 2 VC 3 V/

Las raíces de verbos y adjetivos pueden ir precedidas de un prefijo de clasificación, formando la siguiente estructura (/=/ indica la posición del marcador de clase):
- - */=VC 1V /
  - */=VC 1 CV 2 /
- Las raíces de los pronombres pueden ser monosilábicas:
  - */CV/

### Características de calidad de sonido
La evidencia de las lenguas sino-tibetana, yeniseicas y del Caucásicas nororiental parece respaldar la existencia de acentuación dinámica (indicada por acentos agudos en las vocales):
- Acento en la penúltima sílaba:
  - */C 1 V́ C 2 V/
  - */C 1 VC 2 V́ C 3 V/
- Acento en la penúltima sílaba:
  - */C 1 VC 2 V́ /
  - */C 1 VC 2 VC 3 V́ /

## Sistema foley
Al igual que el protoindoeuropeo y el protourálico, los lingüistas que estudian el protodené-caucásico no suelen utilizar el AFI. Para facilitar la comparación con la forma del texto, esta sección utiliza la transliteración de Serguéi Stárostin (que es aproximadamente la misma que la de Bengtson), seguida de la notación fonética AFI, con barras diagonales que indican fonemas y corchetes que indican la pronunciación real. Es muy diferente del AFI en la forma de escribir africadas y consonantes laterales, este hábito es muy similar a la práctica de APA.
Como ocurre con todas las construcciones del lenguaje ancestral, cada sonido en la siguiente tabla es hipotético y está sujeto a cambios a medida que se disponga de hipótesis más convincentes.